# HMS Hunter (H35)
Pour les articles homonymes, voir HMS Hunter et H35.
Le HMS Hunter (H35) était un destroyer de classe H construit pour la Royal Navy au milieu des années 1930.
Pendant la guerre civile espagnole de 1936-1939, le navire a fait respecter le blocus des armes imposé aux deux camps par la Grande-Bretagne et la France, jusqu'à ce qu'il heurte une mine en mai 1937. Il a été en réparation pendant un an et demi, après quoi il a rejoint la Mediterranean Fleet (flotte Méditerranienne). Pendant les premiers mois de la Seconde Guerre mondiale, le Hunter recherche les raiders commerciaux allemands dans l'océan Atlantique jusqu'à ce qu'il soit transféré en Grande-Bretagne en février 1940. De retour au combat dans la campagne de Norvège, il est coulé par des destroyers allemands lors de la première bataille de Narvik en avril 1940.

## Description
Le Hunter déplaçait 1 350 tonnes longues (1 370 tonnes (t)) à charge normale et 1 883 tonnes longues (1 913 t) à charge pleine. Il avait une longueur hors-tout de 98,5 m, une largeur de 10,1 m et un tirant d'eau de 3,8 m. Il était propulsé par deux turbines à vapeur à engrenages Parsons, entraînant deux arbres, qui développaient une puissance totale de 34 000 chevaux-vapeur (25 000 kW) et donnaient une vitesse maximale de 36 nœuds (67 km/h). La vapeur pour les turbines était fournie par trois chaudières à trois tambours Admiralty. Le Hunter transportait un maximum de 470 tonnes longues (480 t) de fuel, ce qui lui donnait une autonomie de 5 530 milles nautiques (10 240 km) à 15 nœuds (28 km/h). Son effectif était de 137 officiers et hommes en temps de paix, mais il était porté à 146 en temps de guerre.
Le navire était équipé de quatre canons Mark IX de 4,7 pouces (120 mm) de calibre 45  montés sur des supports simples. Pour la défense anti-aérienne (AA), le Hunter avait deux supports quadruples Mark I pour la mitrailleuse Vickers Mark III de 0,5 pouce. Il était équipé de deux supports quadruples de tubes lance-torpilles au-dessus de l'eau pour des torpilles de 21 pouces (533 mm). Un rail de grenades sous-marines et deux lanceurs étaient installés ; 20 grenades sous-marines étaient initialement transportées, mais ce nombre a été porté à 35 peu après le début de la guerre.

## Historique
Commandé le 13 décembre 1934, la pose de la quille du  Hunter a été réalisée au chantier naval Swan Hunter & Wigham Richardson à Wallsend-on-Tyne en Angleterre, le 27 mars 1935. Il a été lancé le 25 février 1936 et achevé le 30 septembre. À l'exclusion des équipements fournis par le gouvernement, tels que l'armement, le navire a coûté 253 167 livres sterling (£),. Le Hunter a été affecté à la 2e flottille de destroyers de la Mediterranean Fleet (flotte méditerranéenne) dès sa mise en service.
Le destroyer a patrouillé dans les eaux espagnoles pendant la guerre civile espagnole, faisant respecter les édits du Comité de non-intervention. Le Hunter a heurté une mine au sud d'Almería, en Espagne, dans l'après-midi du 13 mai 1937. Il a subi de graves dommages, avec une forte gîte, sa radio détruite et la proue inondée. Huit membres de son équipage ont été tués et 24 blessés. Le navire a été remorqué hors du champ de mines par le destroyer républicain espagnol Lazaga. Les mines avaient été posées par deux schnellboote allemands nationalistes espagnols, le Requeté et le Falange dans la nuit du 6 avril. Le Hunter a été remorqué à Almería par le Hyperion, où il est arrivé aux premières heures du 14 mai. Le croiseur léger Arethusa le remorque jusqu'à Gibraltar, où il est temporairement réparé du 15 mai au 18 août. Le Hunter est remorqué à Malte pour des réparations permanentes en août 1937, mais celles-ci ne sont achevées que le 10 novembre 1938. Le navire a été affecté à la 2e flottille de destroyers une fois ses réparations terminées et il a subi une brève révision à Malte entre le 24 juin et le 4 juillet 1939. Le Hunter est envoyé à Plymouth pour un carénage plus complet à la mi-août 1939 qui dure jusqu'au 27 août.

### Seconde Guerre mondiale

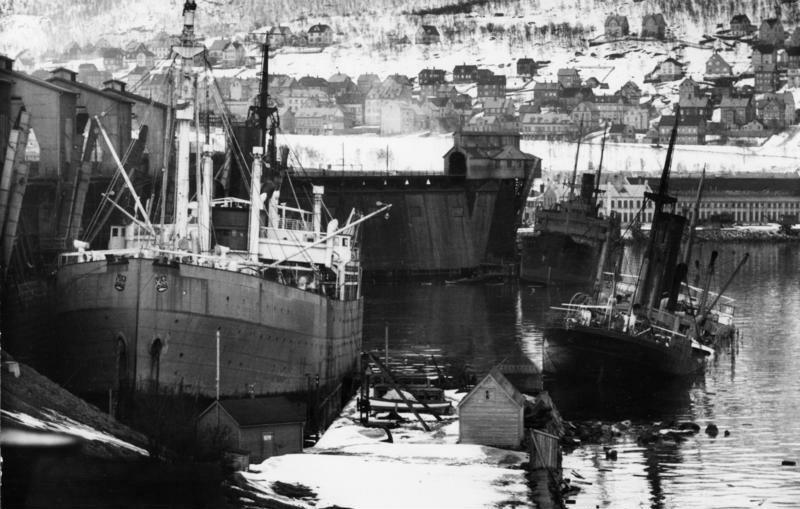
Le pétrolier allemand Jan Wellem avec un navire marchand coulé à droite, après l'incursion des destroyers britanniques dans le fjord de Narvik.

Lorsque la Seconde Guerre mondiale a commencé le 3 septembre, le Hunter était en route vers Freetown, en Sierra Leone, pour rechercher des raiders commerciaux allemands, avant d'être transféré à la North America and West Indies Station (station de l'Amérique du Nord et des Antilles) à la fin octobre. Le Hunter reste dans cette station jusqu'à ce qu'il soit transféré dans les îles britanniques en février 1940 et commence un carénage à Falmouth qui dure jusqu'au 9 mars. Le 17 mars, le navire rejoint la 2e flottille de destroyers de la Home Fleet à Scapa Flow. Le 6 avril, le Hunter et le reste de la 2e flottille de destroyers escortent les quatre destroyers poseurs de mines de la 20e flottille de destroyers alors qu'ils s'apprêtent à mettre en œuvre l'opération Wilfred, une opération visant à poser des mines dans le Vestfjord pour empêcher le transport du minerai de fer suédois de Narvik vers l'Allemagne. Les mines ont été posées tôt le matin du 8 avril, avant que les Allemands ne commencent leur invasion, et les destroyers ont rejoint le croiseur de bataille Renown et ses escortes.

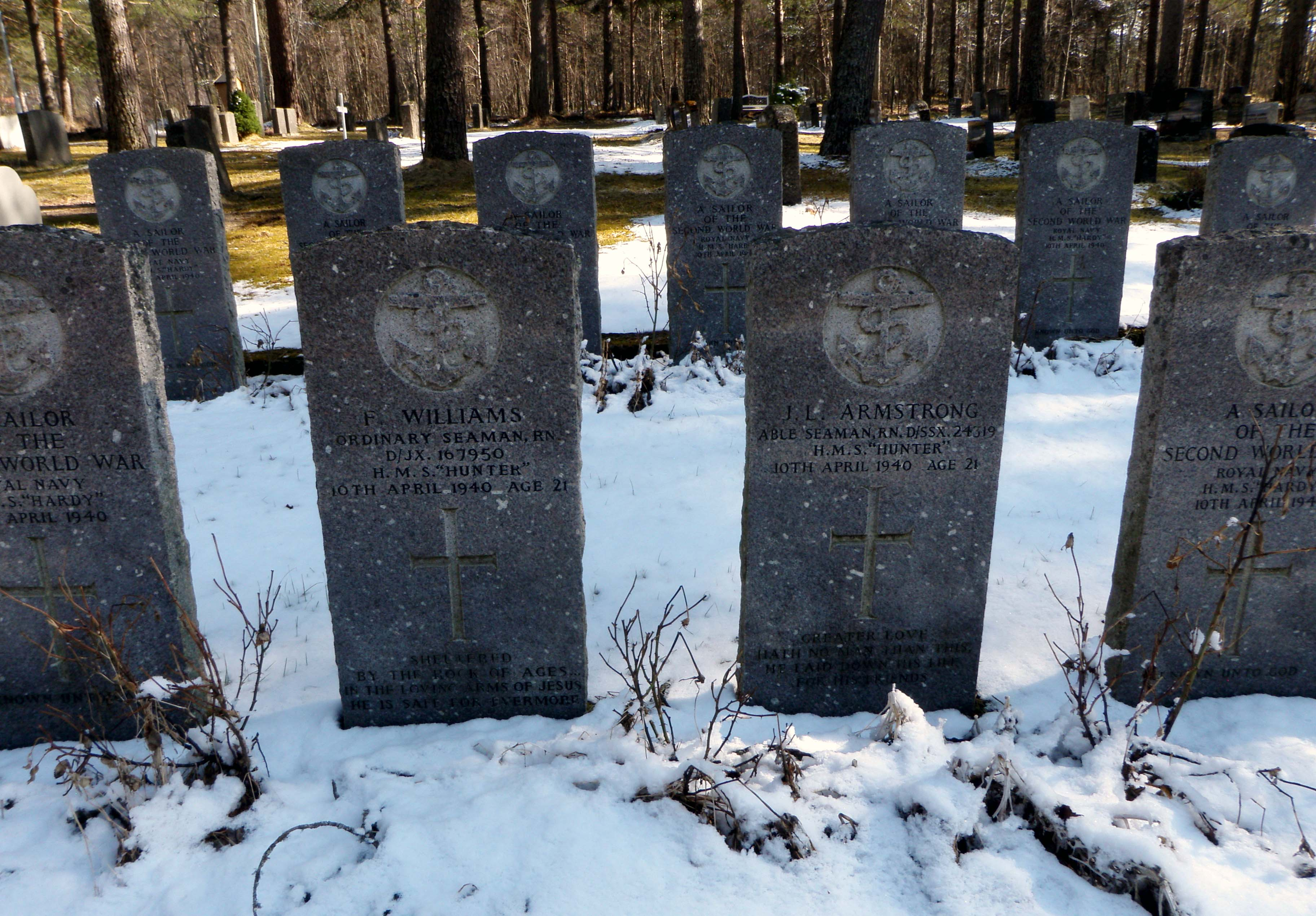
Deux des victimes du naufrage du HMS "Hunter", toutes deux identifiées, sont enterrées dans la section des tombes de guerre du Commonwealth du cimetière de Håkvik à Narvik, aux côtés de 32 victimes non identifiées du HMS Hardy.

Au cours de la première bataille de Narvik, le 10 avril 1940, le Hunter et quatre autres navires de classe H de la 2e flottille de destroyers ont attaqué les destroyers de la Kriegsmarine qui avaient transporté les troupes allemandes pour occuper Narvik, dans le nord de la Norvège, le jour précédent. Le leader de flottille, Hardy, conduisit quatre de ses demi-navires-jumeaux (sister ship) le long de l'Ofotfjord dans une attaque surprise à l'aube sur le port de Narvik pendant une tempête de neige aveuglante. Le Hotspur et le Hostile sont d'abord laissés à l'entrée, mais le Hunter suit le Hardy dans le port et lance ses huit torpilles dans la masse des navires. Une torpille a touché le destroyer allemand Z 22 Anton Schmitt dans la salle des machines avant, suivie par l'un des obus de 4,7 pouces du Hunter. Alors que les navires britanniques se retiraient, ils ont rencontré cinq destroyers allemands à bout portant. Deux des navires allemands ont croisé le T des navires britanniques et ont rapidement mis le feu au Hardy et l'ont forcé à s'échouer. Le Hunter a fini par prendre la tête, mais il a été gravement endommagé par les Allemands, probablement par une torpille, et sa vitesse a chuté rapidement. Le Hotspur, qui se trouvait immédiatement derrière lui, a perdu temporairement le contrôle de son navire après avoir été touché deux fois et l'a éperonné par l'arrière. Lorsque les navires ont réussi à se dégager, le Hunter a chaviré. 107 hommes d'équipage ont été tués et cinq autres ont succombé à leurs blessures. Les destroyers allemands ont sauvé 46 hommes, qui ont été libérés en Suède le 13 avril.

## Redécouverte
L'épave a été découverte le 5 mars 2008 par le navire de déminage de la Marine royale norvégienne HNoMS Tyr, après être restée inconnue pendant près de 70 ans, et sera marquée comme tombeau de guerre pour commémorer les membres perdus de son équipage. Une série de cérémonies commémoratives coordonnées ont eu lieu à bord de navires de guerre britanniques et norvégiens le samedi 8 mars 2008, en hommage à tous ceux qui sont morts pendant les batailles de Narvik. Plus d'un millier de membres de l'OTAN y ont participé, dont des marins, des Royal Marines et des soldats britanniques et norvégiens. Menés par le HMS Albion, navire amiral de la flotte amphibie britannique, cinq navires de guerre sont passés en ligne devant l'endroit où repose le navire, marqué pour l'occasion par le Tyr. Le lieu de repos final du Hunter a été marqué par des couronnes jetées dans la mer.

### Source
- (en) Cet article est partiellement ou en totalité issu de l’article de Wikipédia en anglais intitulé « HMS Hunter (H35) » (voir la liste des auteurs).